# Kỷ băng hà 4: Lục địa trôi dạt
Kỷ Băng Hà 4: Lục địa trôi dạt là một bộ phim hoạt hình máy tính 3D hài phiêu lưu Mỹ 2012 của đạo diễn Steve Martino và Mike Thurmeier. Được viết bởi Jason Fuchs và Michael Berg, lồng tiếng chủ đề là Ray Romano, John Leguizamo, Denis Leary, Nicki Minaj, Drake cùng với Jennifer Lopez, và Queen Latifah.

## Phân vai lồng tiếng
- Ray Romano vai Manny
- John Leguizamo vai Sid
- Denis Leary vai Diego
- Seann William Scott vai Crash
- Josh Peck vai Eddie
- Peter Dinklage vai Captain Gutt
- Wanda Sykes vai Granny
- Jennifer Lopez vaiShira
- Queen Latifah vai Ellie  ♥Nicki Minaj[4] vai Steffie

## Sản xuất

### Truyền thông nhà
Kỷ băng hà 4: Lục địa trôi dạt được phát hành DVD, Blu-ray và Blu-ray 3D vào ngày 11 tháng 12 năm 2012.

## Soundtrack
Ice Age: Continental Drift là soundtrack phim của John Powell và được phát hành vào ngày 10 tháng 7 năm 2012.
| STT              | Nhan đề                 | Thời lượng |
| ---------------- | ----------------------- | ---------- |
| 1.               | "Morning Peaches"       | 2:22       |
| 2.               | "Schism"                | 2:28       |
| 3.               | "Storm"                 | 3:50       |
| 4.               | "No Exit Gutt"          | 5:37       |
| 5.               | "Escape from Captivity" | 3:02       |
| 6.               | "New Loves"             | 4:50       |
| 7.               | "Hyraxes / Prison Talk" | 2:57       |
| 8.               | "Diversion"             | 3:57       |
| 9.               | "Pirating the Pirates"  | 4:37       |
| 10.              | "Teen Cave"             | 4:42       |
| 11.              | "Sirens"                | 2:35       |
| 12.              | "Land Bridge Trap"      | 8:22       |
| 13.              | "Herd Reunion"          | 3:08       |
| 14.              | "Scrat's Fantasia"      | 5:30       |
| Tổng thời lượng: | Tổng thời lượng:        | 57:57      |

## Trò chơi điện tử
Ice Age Village là một trò chơi di động được phát triển bởi Gameloft và được phát hành vào ngày 5 tháng 4 năm 2012 cho iPhone, iPad và các thiết bị Android.
Ice Age: Continental Drift – Arctic Gameslà một trò chơi điện tử dựa vào phim phát hành bởi Behaviour Interactive,xuất bản bởi Activision và được phát hành vào ngày 10 tháng 7 năm 2012 dành cho Wii, Nintendo 3DS, Nintendo DS, và Kinect for Xbox 360.

## Phần tiếp theo
Vào ngày 20 tháng 12 năm 2013, 20th Century Fox đã ra lịch chiếu Kỷ băng hà 5 là vào ngày 15 tháng 7 năm 2016.